# Gustav von Conring
Gustav Ernst Georg von Conring (* 26. Oktober 1825 in Labes; † 4. Oktober 1898 in Hamburg) war ein preußischer Generalleutnant.

## Leben

### Herkunft
Gustav war ein Sohn des Gutsbesitzers Justus von Conring (1792–1880) und dessen Ehefrau Karoline, geborene von der Lühe (1801–1883). Der preußische Generalmajor Enno von Conring (1829–1886) war sein jüngerer Bruder.

### Militärkarriere
Nach dem Besuch der Gymnasien in Stettin und Rostock sowie der Militär-Bildungsanstalt in Schwerin trat Conring am 26. Juni 1845 als Portepeeunteroffizier in das Grenadier-Garde-Bataillon des Mecklenburg-Schweriner Truppenkontingents ein. Eine Woche später erfolgte seine Versetzung in das I. Bataillon, wo er Anfang November 1845 zum Sekondeleutnant avancierte. Anfang April 1849 kehrte er in das Grenadier-Garde-Bataillon zurück und nahm im gleichen Jahr während der Niederschlagung der Badischen Revolution an den Gefechten bei Siedelsbrunn und Ladenburg teil. Zu Ausbildungszwecken war er ab Anfang 1850 für ein halbes Jahr zur Gewehrfabrik in Suhl kommandiert. Am 29. Oktober 1851 folgte seine Versetzung als Premierleutnant in das Jäger-Bataillon. Von Oktober 1855 bis April 1856 war Conring als Aufsichtsoffizier zur Divisionsschule kommandiert und stieg Anfang Dezember 1858 unter Beförderung zum Hauptmann zum Kompaniechef auf. In dieser Eigenschaft nahm er 1866 bei der Mainarmee am Deutschen Krieg teil. Nach dem Krieg avancierte er Ende September 1867 als Major zum Kommandeur des III. Bataillons im 2. Infanterie-Regiments und wurde am 10. Oktober 1868 als solcher in die Preußische Armee übernommen.
Am 16. März 1869 wurde Conring mit der Versetzung in das 3. Ostpreußische Grenadier-Regiment Nr. 4 zum Kommandeur des II. Bataillons in Danzig ernannt, das er im Krieg gegen Frankreich 1870/71 bei Colombey und Noisseville sowie vor Metz führte, bis er in der Schlacht bei Amiens schwer verwundet wurde. Ausgezeichnet mit beiden Klassen des Eisernen Kreuzes sowie des Mecklenburgischen Militärverdienstkreuzes stieg er nach dem Friedensschluss Ende März 1873 zum Oberstleutnant auf. Vom 12. Januar 1875 bis zum 29. März 1881 war Conring Kommandeur des Hannoverschen Füsilier-Regiments Nr. 73. Zwischenzeitlich zum Oberst befördert, wurde er anschließend als Generalmajor zu den Offizieren von der Armee versetzt und am 14. Mai 1881 zum Kommandeur der 61. Infanterie-Brigade in Straßburg ernannt. Unter Verleihung des Roten Adlerordens II. Klasse mit Eichenlaub wurde Conring am 17. Oktober 1883 mit Pension zur Disposition gestellt.
Nach seiner Verabschiedung verlieh ihm Kaiser Wilhelm II. am 27. November 1895 anlässlich des 25. Jahrestages der Schlacht bei Amiens den Charakter als Generalleutnant.

### Familie
Conring verheiratete sich am 12. April 1853 in Schwerin mit Karoline von der Lühe (1830–1906). Aus der Ehe gingen folgende Kinder hervor:
- Ida (1855–1928), Schriftstellerin und Oberin eines von ihr gegründeten Genesungsheims in Groß Borstel ⚭ 1882 Adolf von Conring (* 1822), preußischer Oberstleutnant a. D.[2]
- Hermann (* 1858), mecklenburgischer Oberstleutnant a. D., Ehrenritter des Johanniterordens ⚭ 1894 Emmy Voigt (* 1874)